# Rectinerva braconidiformis
Rectinerva braconidiformis är en insektsart som beskrevs av Eduard Handschin 1959. Rectinerva braconidiformis ingår i släktet Rectinerva och familjen fångsländor. Inga underarter finns listade i Catalogue of Life.